# Исполнитель желаний 4: Пророчество сбылось
«Исполнитель желаний 4: Пророчество сбылось» (англ. Wishmaster 4: The Prophecy Fulfilled) — снятый специально для видео американский фильм ужасов режиссёра Криса Энджела. Последняя часть сиквела «Исполнитель желаний».

## Сюжет
Первый день в новом доме для молодой пары кончается трагедией: автомобильная авария делает скульптора Сэма инвалидом. Лиза и Сэм при помощи юриста пытаются получить компенсацию, которая могла бы помочь заплатить за лечение Сэма, но все попытки остаются безуспешными.
Влюблённый в Лизу юрист Стив Вердел пытается подарить ей старинную шкатулку с опалом, но девушка отвергает подарок, не зная, что, случайно уронив шкатулку, разбудила заточенного в опал джинна. Джинн жаждет освободить своих братьев, но для этого ему нужно выполнить три желания человека, разбудившего его.
Приняв вид Вердела, джинн с лёгкостью выполняет первые два желания Лизы: получить компенсацию в 10 миллионов долларов и поставить Сэма на ноги, и между делом оборачивает желания случайных встречных против них: девушка, пожелавшая поцелуй, теперь вынуждена целоваться с каждым встречным; подруга Лизы Трейси, пожелавшая «убийственный» секс, действительно получает и удовольствие и боль; бармен по собственному желанию становится прыщом на заднице стриптизёрши; а вышибала из бара гибнет в драке и выбрасывается в мусорный бак.
Но третье последнее желание Лизы — полюбить его таким какой он есть — может выполнить только сама Лиза. Пытаясь соблазнить девушку, джинн вынужден одновременно сражаться с Охотником, посланным для предотвращения пришествия джиннов. Охотник должен убить Лизу, пока её третье последнее желание ещё не исполнено.
Чтобы остановить джинна, Сэм желает оружие, способное его уничтожить, и получает меч Охотника. Но джинн обращает меч против самого Сэма. Когда Лиза уже готова выполнить третье последнее желание, умирающий Сэм помогает ей убить джинна. В финале фильма Лиза покидает свой дом, разрушенный во время схватки с джинном.

## В ролях
| Актёр                | Роль                  |
| -------------------- | --------------------- |
| Тара Спенсер-Нэйрн   | Лиза Барнлей          |
| Майкл Трукко         | Стивен Вердел / джинн |
| Джейсон Томпсон      | Сэм                   |
| Джон Новак           | джинн                 |
| Виктор Уэбстер       | Охотник               |
| Джон Бенжамин Мартин | Дуглас Холлистер      |
| Кимберли Хюи         | Трейси                |
| Мэриам Бернштейн     | Дженнифер             |
| Алекс Паунович       | Брик                  |
| Менди Хочдаум        | покупательница        |
| Дженнифер Падавик    | официантка            |
| Эрнесто Гриффит      | бармен Ник            |

## Номинации
- В 2003 году за работу в фильме Пьер Контер был номинирован на премию DVD Premiere Award в категории «Лучшие спецэффекты».

## Премьеры
- США — 22 октября 2002
- Великобритания — 10 июня 2002
- Испания — 12 марта 2003
- Италия — 14 января 2004

## Интересные факты
- Съёмки четвёртого фильма серии начались через несколько дней после окончания съёмок «Исполнителя желаний 3». Режиссёр и оператор третьего фильма, а также актёр Джон Новак, сыгравший джинна, вновь вернулись на съёмочную площадку.
- В качестве райского сада, который джинн показывает Лизе, выступил Assiniboine Park в городе Виннипег.
- Почти все актёры, сыгравшие в фильме, родом из Канады, где и проходили съёмки, за исключением американца Майкла Трукко.
- В отличие от первых трёх фильмов, в которых отсутствовала эротика, в четвёртой части можно увидеть множество сцен с обнажённой Тарой Спенсер-Нэрн.
- Хотя фильм получил не очень высокие оценки от критиков, многие из них отметили, что в серию вновь вернулся чёрный юмор, и четвёртая часть превосходит неудачную третью[1][2][3].